# La Princesse et la Grenouille
Pour les articles homonymes, voir La Princesse-Grenouille et La Princesse grenouille.
Série Classiques d'animation Disney
Volt, star malgré lui
(2008) Raiponce
(2010)
Pour plus de détails, voir Fiche technique et Distribution.
La Princesse et la Grenouille (The Princess and the Frog), est le 115e long-métrage d'animation et le 49e « Classique d'animation » des studios Disney, réalisé par Ron Clements et John Musker. 
Sorti en 2009, il est très librement inspiré du livre The Frog Princess de E. D. Baker (en), lui-même une variante du conte Le Roi Grenouille ou Henri de Fer, recueilli par les frères Grimm, mais qui ne doit pas être confondu avec le conte russe La Princesse-Grenouille.

## Synopsis
À La Nouvelle-Orléans, dans les années 1920, Eudora termine son travail au près de la riche famille Lebœuf et s’apprête à rentrer avec sa fille Tiana chez eux pour retrouver son père. Elle et son père aimaient cuisiner ensemble. Ils préparaient le meilleur gombo de la ville. Ils rêvaient un jour d'ouvrir leur propre restaurant. Une nuit, Tiana demanda à l'étoile du berger de réaliser leur rêve mais son père lui informe que son désir ne peut marcher qu’à moitié et que le reste dépend des durs labeurs qu’elle devra faire en travaillant. 
Plusieurs années plus tard, Tiana a 19 ans et travaille dans deux postes de serveuse pour économiser tous ses pourboires dans l’espoir de réaliser son rêve, au point de ne plus avoir le temps pour profiter de la vie. Un jour, Charlotte Leboeuf, l'amie de Tiana, lui demande de préparer ses célèbres beignets pour impressionner le prince Naveen qui est en ville, pour le bal costumé qui est organisé par Big Daddy Lebœuf. Avec l'argent des beignets, Tiana allait bientôt pouvoir acheter son propre restaurant.
Alors que Naveen erre dans les rues la Nouvelle-Orléans en ignorant les conseils de son valet, Lawrence, ils rencontrent le Dr. Facilier, un sorcier vaudou, qui les trompe en les invitant dans son repaire vaudou, où il profite de la crédulité du Prince et du ressentiment de Lawrence envers son maître pour les manipuler afin qu'ils participent, malgré eux, à son projet de domination de la Nouvelle-Orléans. Il transforme Naveen en grenouille et, à l'aide d'un talisman magique, transforme Lawrence en une copie exacte du prince Naveen. Le plan est que Lawrence (en tant que Naveen) épouse Charlotte, obtienne son argent et le partage avec le maître des ombres (qui prévoit de tuer le père de Charlotte et d'utiliser sa fortune pour contrôler la ville).
Le soir du bal, Charlotte passe un merveilleux moment avec le faux Naveen alors que Tiana découvre que quelqu'un a racheté l'ancien bâtiment qui devait être son restaurant. Si elle ne peut pas obtenir l'argent en trois jours, elle perdra tout espoir de réaliser son rêve et celui de son père. Se sentant désespérée, Tiana sort sur le balcon et fait un autre vœu à l'étoile du soir. C'est ici, sous les étoiles, qu'une grenouille parlante vient à elle, qui s'avère être le vrai prince qui insiste pour que Tiana l’embrasse (parce qu’il croit qu’elle est une princesse à cause du costume) pour qu'il redevienne humain tout en promettant de lui offrir son aide en retour.
Alors que Tiana embrasse Naveen, celui-ci ne redevient pas humain : c'est Tiana qui se retrouve transformée en grenouille elle aussi. Dans une grande panique et colère, elle s’attaque à Naveen et sabote involontairement la fête et se retrouve à fuir la ville. S'envolant accrochés à des ballons, ils atterrissent dans les bayous. Tiana révèle qu'elle est serveuse et non princesse tandis que Naveen avoue qu’il n’a plus accès à la fortune de sa famille par ses parents et qu’il avait l'intention d'épouser Charlotte pour cette raison.
Le lendemain, les deux grenouilles s'apprêtent à retourner en ville, jusqu’à ce qu’elles tombent sur un alligator nommé Louis qui joue de la trompette et qui rêve de jouer du jazz; mais celui-ci a des difficultés à cause de son apparence. Louis leur révèle l’existence de Mama Odie, qui est elle aussi est une magicienne vaudou. Louis accepte d’aller avec eux chez Mama Odie pour qu’il soit aussi transformé en humain avec Tiana et Naveen. 
Pendant ce temps, alors que Lawrence fait sa déclaration à Charlotte, son talisman lui fait perdre l’apparence de Naveen car il a besoin de plus de sang de Naveen. Ce qui pousse le Dr Facilier à faire un accord avec ses "amis de l’au-delà" : il leur demande de l'aider à récupérer Naveen, en échange des âmes du peuple de la Nouvelle-Orléans : les puissances de l'au-delà lui accordent une armée d'ombres pour exécuter ses ordres.
Sur le chemin, le trio tombe sur une luciole appelée Ray qui sait exactement où se trouve Mama Odie. En chemin, Ray leur révèle qu’il est amoureux de l'étoile du berger qu’il a nommé "Évangéline". Tiana apprend à Naveen comment émincer, tandis que Naveen montre à Tiana comment danser. Ils tombent amoureux.
Après avoir échappé aux chasseurs et aux ombres du Dr Facilier, ils trouvent enfin Mama Odie; mais celle-ci prétend qu'être humain n’est pas leur vrai désir et essaie de leur montrer ce qui compte vraiment pour eux. Alors que Naveen commence à éprouver des sentiments envers Tiana, celle-ci poursuit toujours son objectif de départ. Malgré cela, Mama Odie les aide et les informe que, pour redevenir humains, il faudra que Naveen embrasse une princesse, et que le choix idéal est Charlotte, car elle est la princesse de Mardi Gras le temps d'une journée seulement.
Le groupe embarque sur un bateau à aubes pour retourner à la Nouvelle-Orléans. Louis parvient à jouer sur scène : les autres musiciens pensent qu'il s'agit d'un costume pour Mardi Gras. Naveen organise un rendez-vous romantique avec Tiana où elle lui parle une fois de plus de son rêve et qu’elle a vraiment besoin de plus d’argent pour l’obtenir, ce qui pousse Naveen à renoncer à lui faire sa déclaration pour l’aider mais il se fait capturer par une ombre qui l’amène au Dr Facilier et à Lawrence afin de réactiver le talisman à temps pour le mariage.
Une fois arrivés à la parade, Ray révèle accidentellement à Tiana la déclaration d'amour de Naveen envers elle. Alors qu’elle se précipite pour retrouver Naveen, Tiana est bouleversée de le voir épouser Charlotte (il s'agit en réalité de Lawrence sous les traits de Naveen), au point de ne plus croire en rien, mais Ray refuse d’abandonner et retourne au défilé où il libère le véritable Naveen. Il interrompt le mariage en sautant sur l'imposteur; et en le faisant tomber du char, il empêche le Dr Facilier de tuer Big Daddy Lebœuf avec une poupée vaudou. 
Naveen parvient à lui voler le talisman et à le confier à Ray, qui le confie à Tiana en lui révélant la mascarade. Au cours de son affrontement, Ray est mortellement blessé par le Dr Facilier. Alors que Tiana cherche à fuir les serviteurs de Facilier, celle-ci menace de casser le talisman mais le Dr Facilier utilise sa magie pour lui montrer son avenir si elle collabore avec lui : lui redonner son apparence humaine et lui offrir son restaurant. Mais Tiana refuse de se faire prendre au piège et récupère le talisman avant de le casser, ce qui a pour effet d’invoquer les "amis de l’au-delà" de Dr Facilier, qui s'en prennent à lui pour ne pas avoir remboursé les dettes contractées envers eux lors de pactes précédents. Il est envoyé dans le monde des ténèbres. 
Pendant ce temps, Naveen se montre sous son apparence de grenouille à Charlotte et lui révèle le complot dont Lawrence était l'instrument : il est arrêté par la police. Alors que Naveen s’apprête à embrasser Charlotte pour le bien de Tiana, elle débarque et lui révèle elle aussi ses sentiments envers lui. Charlotte accepte d'embrasser Naveen afin qu’ils puissent redevenir humains, mais l'horloge sonne minuit et le baiser échoue. C’est alors que Louis se précipite, tenant un Ray mourant dans sa main. 
Les trois amis le ramènent en larmes au bayou, pour les funérailles de Ray avec le reste de sa famille. Alors que tout le monde pleure sur sa disparition, une autre étoile est apparue à côté d'Évangéline. Plus tard, Naveen et Tiana se marient dans le bayou par Mama Odie : leur baiser les fait redevenir des humains; car en épousant Naveen, Tiana est devenue une princesse. La prophétie se réalise ainsi : le sortilège est rompu puisque le prince Naveen a embrassé une princesse. Après avoir officialisé leur union en tant qu’humains, le jeune couple royal réussit à acheter le bâtiment pour le restaurant. Le restaurant a pu voir le jour avec Tiana comme gérante, Naveen comme chef éminceur et Louis qui divertit les invités sur scène aux côtés d'un groupe de jazz, sans provoquer la peur.

## Fiche technique
- Titre original : The Princess and the Frog
- Titre français : La Princesse et la Grenouille
- Réalisation : John Musker et Ron Clements
- Scénario : John Musker, Ron Clements, Dean Wellins et Rob Edwards d’après une histoire originale de John Musker, Ron Clements, Greg Erb et Jason Oremland basé sur E. D. Baker et sur les Frères Grimm
- Musique : Randy Newman
- Production : Peter Del Vecho ; John Lasseter (exécutif)
- Société de production : Walt Disney Pictures
- Société de distribution : Walt Disney Pictures
- Budget : 105 millions USD[3]
- Pays de production :  États-Unis
- Langue d'origine : anglais
- Dates de sortie : 
  - États-Unis : 11 décembre 2009
  - France : 27 janvier 2010
  - Belgique : 3 février 2010

## Distribution

### Voix originales
- Anika Noni Rose : Tiana
- Elizabeth M. Dampier :  Tiana enfant
- Bruno Campos : prince Naveen
- Keith David : Dr Facilier
- Michael-Leon Wooley : Louis
- Jennifer Cody : Charlotte
- Breanna Brooks : Charlotte enfant
- Jim Cummings : Ray
- Peter Bartlett : Lawrence
- Jenifer Lewis : Mama Odie
- Oprah Winfrey : Eudora
- Terrence Howard : James
- John Goodman : « Big Daddy » Lebœuf
- Ritchie Montgomery : Reggie
- Don Hall : Darnell
- Paul Briggs : Deux-Doigts
- Emeril Lagasse : Marlon l'alligator
- Dr. John : Soliste chant

### Voix françaises
- China Moses : Tiana[4]
- Alexis Tomassian : prince Naveen
- Liane Foly : Mama Odie
- Anthony Kavanagh : Ray
- Richard Darbois : Louis
- Michel Papineschi : Lawrence
- Frantz Confiac : docteur Facilier
- Thierry Desroses : James, le père de Tiana
- Annie Milon : Eudora, la mère de Tiana
- Jacques Frantz : Éli Lebœuf
- Dorothée Pousséo : Charlotte adulte
- Ambre Foubert : Charlotte enfant
- Clara Quilichini : Tiana enfant[5]
- Michel Dodane : L'un des frères Fenner
- Patrice Dozier : L'autre frère Fenner
- Philippe Peythieu : Reggie
- Olivier Constantin : Soliste chant
- Paul Borne : Buford
- Choristes : Mamido Bomboko, Georges Costa, Karine Costa, Michel Costa, Mimi Felixine, Stéphane Filet, Marielle Hervé, Christelle M'Barga, Gilles Morvan, François M'Pondo, Sylvie N'Doumbe
- Voix additionnelles : Philippe Ariotti, Serge Biavan,  Agnès Cirasse, Sébastien Finck, Yann Guillemot, Bruno Henry, Mathias Kellerman, Ludivine Maffren, Mohamed Sanou, Jules Timmerman

Version française
- Direction musicale : Georges Costa

### Voix québécoises
- Kim Jalabert :  Tiana
- Nancy Fortin : Tiana (chant)
- Ludivine Reding : Tiana jeune
- Nicolas Charbonneaux-Collombet : prince Naveen
- Élisabeth Chouvalidzé : Mama Odie
- Daniel Picard : docteur Facilier
- Anthony Kavanagh : Ray
- Richard Darbois : Louis
- Widemir Normil : Louis (chant)
- Sylvain Hétu : James
- Anne Dorval : Eudora
- Guy Nadon : le père Lebœuf
- Pascale Montreuil : Charlotte
- Ambre Foubert : Charlotte enfant
- Benoît Brière : Lawrence
- Alain Zouvi : Reggie
- Tristan Harvey : Darnell
- Jacques Lavallée : Harvey Fenner
- Pierre Bédard : Soliste chant
- Choristes : Pierre Bédard, Monique Fauteux, Nancy Fortin, Norman Groulx, Richard Groulx, Geneviève Jodoin, Julie Leblanc, Catherine Léveillé, José Paradis, Vincent Potel
- Voix additionnelles : Nicolas Bacon, Louis-Philippe Dandenault, Frédéric Desager, Thiéry Dubé, Hubert Gagnon, Annie Girard, Isabelle Leyrolles, Denis Mercier, Denis Michaud, Viviane Pacal, Benoît Rousseau, Paul Sarrasin, Vassili Schneider, Ariane-Li Simard-Côté, François Trudel

Source et légende : version québécoise (VQ) sur Doublage.qc.ca

## Chansons du film
- La Nouvelle-Orléans (Down in New Orleans) (prologue) – Tiana
- La Nouvelle-Orléans (Down in New Orleans) – Soliste
- Au bout du rêve, ou Je suis décidée au Québec (Almost There) – Tiana
- Mes amis de l'au-delà (Friends on the Other Side) – Dr Facilier
- Au bout du rêve, ou Je suis décidée au Québec (Almost There) (reprise) – Tiana
- Humains pour la vie, ou Croire aux contes de fées au Québec (When We're Human) – Louis, Naveen et Tiana
- À travers le bayou (Gonna Take You There) – Ray
- Ma Belle Évangéline – Ray
- Creuse encore et encore, ou La vie est belle quand on est soi-même au Québec (Dig a Little Deeper) – Mama Odie et chœurs
- La Nouvelle-Orléans (Down in New Orleans) (finale) – Tiana
- Never Knew I Needed (générique de fin) – Ne-Yo

## Sorties vidéo
Le film sort en DVD en édition simple et en Blu-Ray en éditions simple et « prestige » le 27 mai 2010. L'édition Blu-Ray prestige comprend un Blu-Ray Disc, un disque DVD et un disque copie digitale.

## Production

### Genèse
Avec ce film, Disney revient sur sa décision de ne plus réaliser des films en deux dimensions, alors que ceux-ci lui avaient pourtant valu son succès. Il renoue également avec la « tradition » des chansons chantées par les personnages du film. Le film est réalisé par John Musker et Ron Clements, réalisateurs des films La Petite Sirène en 1989 et Aladdin en 1992.

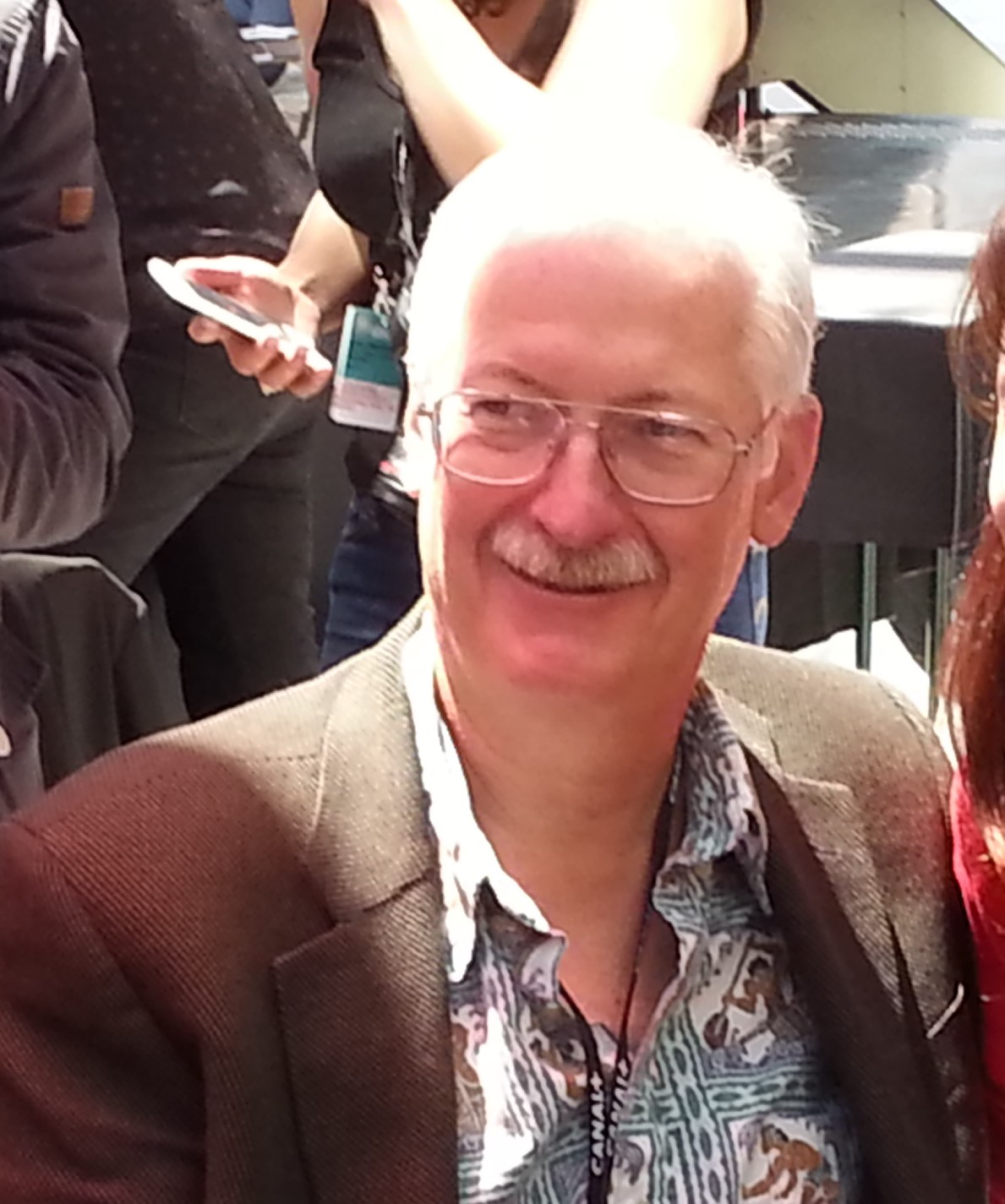
John Musker au festival international du film d'Annecy en 2016.
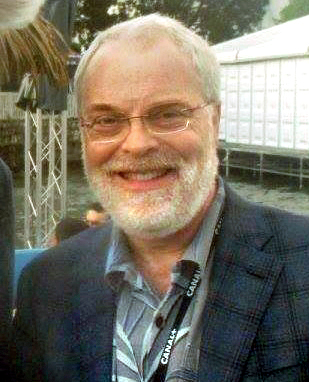
Ron Clements au festival international du film d'Annecy en 2016.

Ce film met en scène pour la première fois une Disney Princess afro-américaine. Le prénom de la princesse cause quelques problèmes lorsque les studios s'aperçoivent que Maddy, le premier nom de la princesse, était proche de Mammy, considéré comme offensant pour les Afro-Américains. Le nom est ensuite modifié en Tiana. Par ailleurs, Tiana n'est plus dépeinte comme une femme de chambre travaillant pour une jeune et riche aristocrate gâtée du Sud des États-Unis.
Une autre controverse porte sur le titre du film, The Frog Princess, qui devait être le nom original du film. Comme il pouvait être mal interprété, le titre a été changé en The Princess and The Frog.

## Musique du film

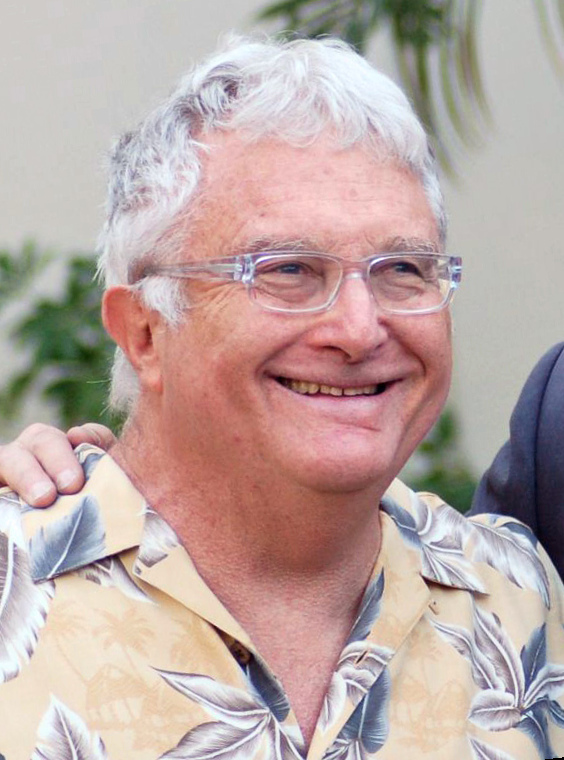
Randy Newman en 2012.

La musique a été composée par Randy Newman. Si c'est sa première composition pour un film d'animation Disney, il a en revanche signé les musiques de nombreux films Pixar : Toy Story, 1 001 Pattes, Monstres et Cie et Cars. Il a été nommé aux Oscars pour la musique de Toy Story et Monstres et Cie ainsi que pour les chansons You've Got a Friend in Me dans Toy Story et If I Didn't Have You de Monstres et Cie (cette dernière remportant l'Oscar en 2002). Deux des chansons de La Princesse et la Grenouille, Down in New Orleans et Almost There, ont été nommées à l'Oscar de la meilleure chanson en 2010.

### Doublage
Anthony Kavanagh et Richard Darbois, tous deux originaires du Québec, doublent leurs personnages dans les deux versions francophones. 

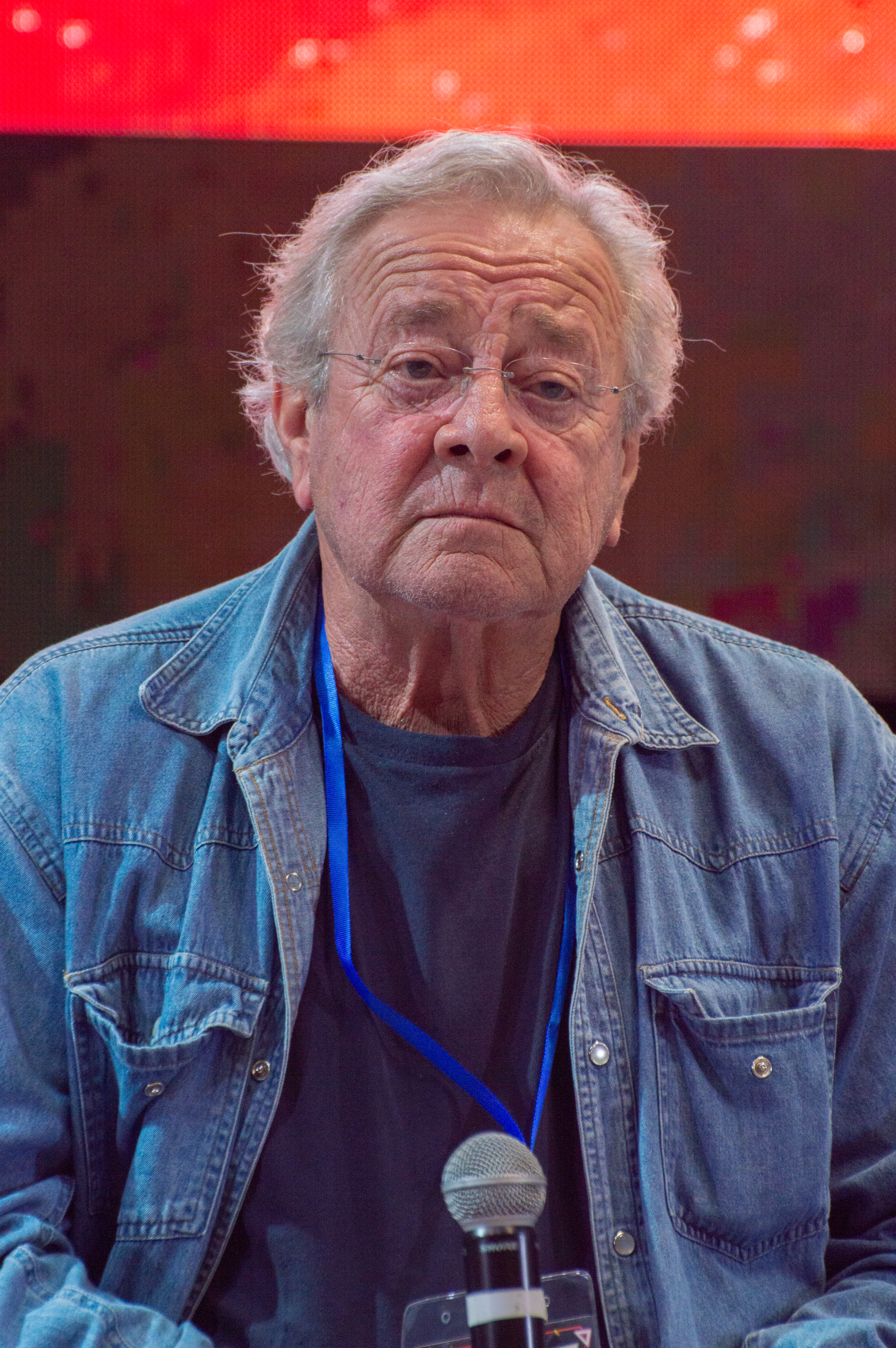
Richard Darbois en 2023.
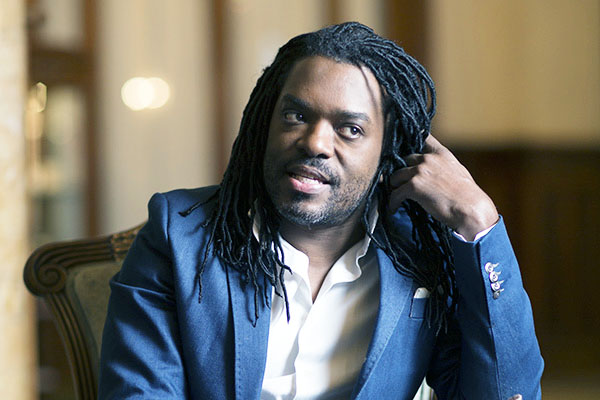
Anthony Kavanagh en 2015.

## Sortie et accueil

### Accueil critique
La critique anglo-saxonne réserve au film un accueil dans l'ensemble favorable. Le site agrégateur de critiques britannique Rotten Tomatoes donne au film une moyenne de 84 sur 100 fondée sur 158 critiques.
Lors de sa sortie en France, le film reçoit dans l'ensemble un accueil favorable de la part des critiques de presse. Le site AlloCiné recense 15 critiques conférant au film une moyenne de 3,5 sur une échelle de 5.

### Box-office
L'exploitation du film aux États-Unis rapporte 104 400 899 $ (environ 13 900 000 entrées). Son exploitation en France rapporte quant à elle 3 840 221 entrées. Au total, La Princesse et la Grenouille rapporte 267 485 336 $ dans le monde. Le film, qui avait coûté 105 millions de dollars, est donc un franc succès financier.

## Distinctions

### Récompenses
- Annie Awards 2010 : 
  - Meilleure animation de personnage
  - Meilleurs effets animés
  - Meilleure interprétation vocale pour le cinéma (Jennifer Cody)[9]

### Nominations
- Golden Globes 2010 : 
  - Meilleur film d'animation
- Annie Awards 2010 : 
  - Meilleur film d'animation
  - Meilleurs décors
  - Meilleure performance vocale pour le cinéma (pour Jenifer Lewis)[9].
- Oscars 2010 : 
  - Meilleur film d'animation
  - Meilleure chanson pour Down in New Orleans
  - Meilleure chanson pour Almost There

## Adaptations et produits dérivés
Le personnage de la princesse Tiana a rejoint les autres personnages Disney dans les parcs de Walt Disney World Resort, du Disneyland Resort et du Disneyland Paris.
En octobre 2009, Disney Consumer Products et Kirstie Kelly ont dévoilé une robe de mariée inspirée de Tiana, l'héroïne de La Princesse et la Grenouille dans le cadre du programme Disney's Fairy Tale Weddings.
Le 23 septembre 2018, à la suite d'une campagne antiraciste pour blanchiment, Disney Animation confirme avoir redessiné dans Ralph 2.0 la princesse Tiana avec une peau plus foncée,.

## Autour du film
Le film présente de nombreux clins d'œil aux différentes productions de Walt Disney Pictures :
- Au début du film, quand Tiana se rend à son emploi de journée, un homme sur un balcon secoue le tapis présent dans Aladdin ;
- Lawrence, le majordome du prince Naveen, se retrouve la tête coincée dans un tuba, comme Lefou dans La Belle et la Bête et aussi est un majordome comme Nathanaël, le majordome du prince Edward dans Il était une fois ;
- Le docteur Facilier demande à Lawrence s'il a une conscience ; c'est une référence à Jiminy Cricket, la conscience de Pinocchio. Il possède également sur lui la tête réduite de sa mère, comme le capitaine Teague Sparrow dans Pirates des Caraïbes ;
- L'Étoile du soir est une allusion à la Bonne Étoile, la Fée Bleue de Pinocchio ;
- La cabane où vit Mama Odie ressemble à la cabane dans l'arbre que construisent les parents de Tarzan ;
- Lors de la parade du Mardi-Gras, un char représente le roi Triton, le père de la Princesse Ariel de La Petite Sirène ;
- Dans la cabane de Mama Odie, on peut voir celle-ci jeter la lampe du génie dans Aladdin.

### Titre en différentes langues
- Allemand : Küss den Frosch
- Arabe : الأميرة والضفدع
- Anglais : The Princess and the Frog
- Espagnol : Tiana y el sapo (Espagne)/La princesa y el sapo (Amérique latine)
- Espéranto : La Princino kaj la Rano
- Estonien : Printsess ja konn
- Hébreu : הנסיכה והצפרדע
- Hongrois : A hercegnő és a béka
- Italien : La principessa e il ranocchio
- Japonais : プリンセスと魔法のキス (Purinsesu to mahō no kisu : « La Princesse et le baiser magique »)
- Néerlandais : The Princess and the Frog
- Persan : شاهزاده خانم و قورباغه (')
- Polonais : Księżniczka i żaba
- Portugais : A Princesa e o Sapo
- Russe : Принцесса и лягушка (Printsessa i liagouchka)